# La Mata (Communauté valencienne)
Pour les articles homonymes, voir La Mata.
La Mata (en valencien et en castillan), auparavant dénommée La Mata de Morella, est une commune d'Espagne de la province de Castellón dans la Communauté valencienne. Elle est située dans la comarque de Ports et dans la zone à prédominance linguistique valencienne.

## Géographie

Localisation de La Mata
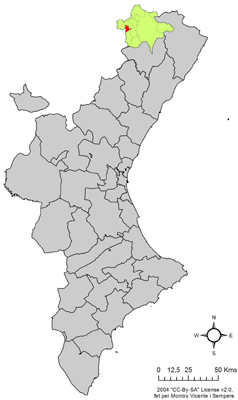
dans la Communauté valencienne.
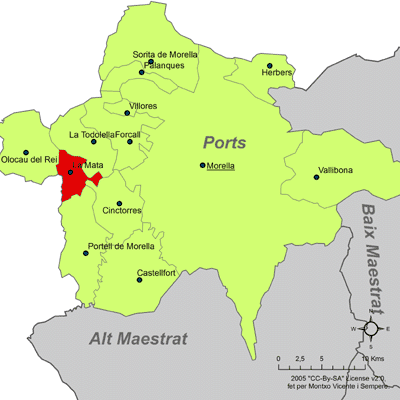
dans la comarque de Ports.